# Kaso & Maxi B
Kaso & Maxi B è un duo hip hop composto dagli MC Kaso, originario di Varese, e Maxi B, originario di Lugano.

## Storia del gruppo
Kaso si accosta all'hip hop verso il 1992 collaborando con Bassi Maestro e Goedi & Medda, incide il primo singolo intitolato Ne vuoi ancora.
Maxi B entra nella Vicinato Tribe e fonda i Rime Dirette assieme a dei conoscenti, ma il passo decisivo è nel 1996 dopo che Maxi conosce Teo producono Il Clan e ai due si aggiunse dopo DJ Sice e Goedi, alla fine si sciolgono. Kaso allora forma con Maxi B il duo i Kaso & Maxi B, pubblicando nel 2000 il loro primo album Preso giallo.
Nel 2002 è stata volta del primo album da solista di Kaso, intitolato Oro giallo, mentre nel 2005 è stato pubblicato il secondo album del duo, Tangram (dal nome di un antico gioco cinese) con collaborazioni quali Yoshi, Esa, Nesly Rice e Fabri Fibra.
Il 10 ottobre 2011 è uscito per il download gratuito il mixtape di Maxi B Cattivo, volto ad anticipare il suo secondo album L'ottavo giorno della settimana, pubblicato il 17 gennaio 2012 dalla Tempi Duri Records e Universal.
Il 27 maggio 2020 esce il secondo album da solista di Kaso, intitolato Funziona e composto da nove brani.

## Discografia
- 2000 – Preso giallo
- 2005 – Tangram